# Isla Moneron

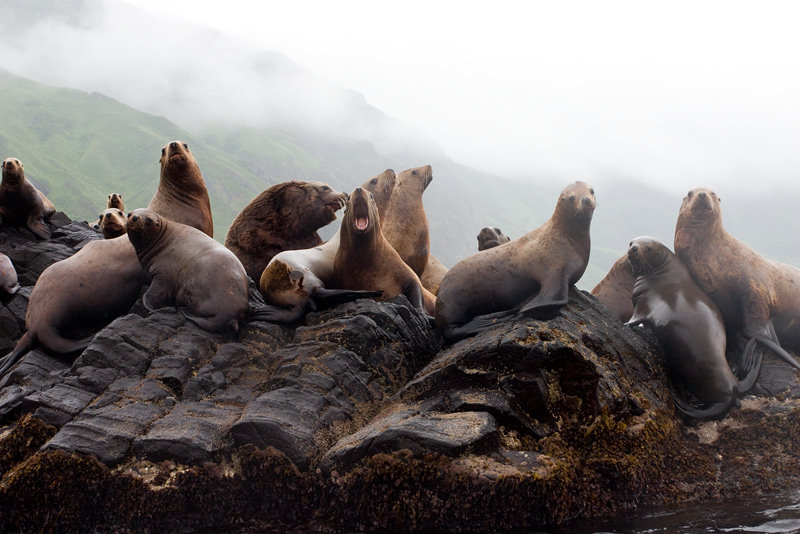
Leones marinos de Steller en la isla.

La isla Moneron (en ruso: остров Монерон, en japonés 海馬島, Kaibato, en ainu: Todomoshiri) es una pequeña isla situada en aguas del mar de Japón, próxima al estrecho de La Pérouse, a 43 km al suroeste de la isla de Sajalín. Administrativamente pertenece al óblast de Sajalín de la Federación Rusa. Fue descubierta casualmente por el marino francés Jean-François de La Pérouse en el siglo XVIII
La isla es de origen volcánico. El punto más alto es el monte de Staritski (439,3 m). El clima es de tipo monzónico. Hay dos pequeños ríos, el Usov (2,5 km de largo) y el Moneron (1,5 km), y varias cascadas. El 20 % de la isla está cubierto por bosque. Alrededor de las islas hay varias islotes rocosos: Piramidalni, Krasnie, Vostochnie, entre otros. En los islotes se encuentran colonias de aves marinas, pero no en la isla principal por la presencia de depredadores. Actualmente no hay población humana permanente pero desde 2008 se permite la visita de pequeños grupos de turistas. La isla Moneron es el primer parque natural marino de Rusia.

## Historia
La isla era conocida como Todomoshiri ("isla de los leones marinos") por sus habitantes originales, los indígenas ainu. Quedó bajo el daimyō del clan Matsumae en el siglo XVIII y se conocía como Ishiyokotan; recibió su nombre actual nombre europeo por el marino y explorador francés La Perouse (1741-1788?), quien la bautizó Moneron en honor a Paul Mérault Monneron, el ingeniero jefe de su expedición. El mismo Paul Moneron realizó la primera cartografía de la isla. Ya en 1867, la expedición rusa de K. Staritsky situó la isla en el mapa del Imperio ruso y dio su nombre al punto más alto.
Finalizada la guerra ruso-japonesa de 1904-05, la isla Moneron fue transferida ipso facto a Japón junto con la parte de la isla Sajalín al sur del paralelo 50, según el Tratado de Portsmouth. En 1907, los japoneses la bautizaron Kaibato (海馬島) y, en adelante, la isla formó parte de la Agencia Karafuto hasta el final de la Segunda Guerra Mundial. Kai-ba es una transliteración on-yomi del nombre ainu. También se conoce como "Todojima" (トド島), que es un uso directo de la pronunciación ainu del león marino, y luego se agrega jima/shima (島), que significa isla en el japonés tradicional kun-yomi.
El período japonés en la historia de Moneron destacó tanto por la explotación exhaustiva de sus recursos naturales, pronto agotados, como por las inversiones en infraestructuras. El asentamiento activo de la isla comenzó en la década de 1910. El edificio más antiguo que de la isla data de 1910, periodo japonés. Se construyó una estación meteorológica que todavía hoy está en funcionamiento. Desde Sajalín se colocó un cable telefónico submarino de más de  50 km de largo. En 1914, las autoridades japonesas levantaron un faro que todavía se encuentra en uso. La economía de la isla se basaba en la explotación forestal y la pesca, siendo especialmente importante el arenque del Pacífico (Clupea pallasii). A mediados de la década de 1920, se construyó un refugio de madera en la parte sur de la bahía de Chuprov para su pequeña flota costera. En la década de 1930, fue reemplazado por uno de hormigón. Para satisfacer las necesidades religiosas de los colonos, los japoneses establecieron un pequeño santuario sintoísta en el área de Krasnaya, rodeado de viejos abetos.
En 1936, la población residente de Moneron japonés llegó a 900 personas. Junto a los temporeros empleados en el sector marítimo de la isla, a principios de la década de 1920 había hasta 2000 personas habitando la isla. Durante este período, el cultivo de arroz se desarrolló en el cabo norte cerca de la bahía de Kologeras; todavía se conservan los restos de un sistema de riego que una vez alimentó los campos de arroz japoneses. Sin embargo, la depredadora colonización japonesa inicial socavó el desarrollo sostenible de la economía de la isla. A mediados de la década de 1920, las capturas de peces en sus aguas habían disminuido tanto que la mayoría de los colonos japoneses recién llegados abandonaron la isla, y para 1945 no quedaban más de 200 habitantes.
Durante la Segunda Guerra Mundial, la isla, tuvo cierta importancia estratégica tanto para Japón como para la URSS. En los documentos de archivo soviéticos relacionados con las operaciones militares de la URSS en el Lejano Oriente en 1945, no se menciona la captura de Moneron, aunque hay tumbas anónimas de soldados soviéticos en la isla.
Pasada la Segunda Guerra Mundial, Moneron pasó a formar parte del óblast de Sajalín, dentro de la URSS, y se denominó con su original nombre europeo (1946). La principal economía de la isla era una factoría de pescado en la parte sur de la bahía de Chuprov que daba trabajo a la población residente. Según el censo de 1959, poco más de 500 personas vivían permanentemente en tres asentamientos de la isla: Moneron, Krasny y Bodry. En sus mejores tiempos, durante la primavera y el verano podría haber hasta 2000 trabajadores temporales. En la segunda mitad de la década de 1950, la industria pesquera de la región de Sajalín se reorientó hacia la pesca de altura. Esto supuso el cierre de la industria pesquera en Moneron y la emigración de la población residente. Hasta mediados de la década de 1960, en la isla, de abundante vegetación, los grupos de campesinos temporeros del Nevelsk continuaron cosechando forraje basto y suculento. Hasta principios de la década de 1970 hubo uno exploración petrolera que afectó a la isla. Por entonces, la isla quedó despoblada y recibió el estatus de zona fronteriza cerrada con presencia militar menor y después ocasional. La ausencia de población ha favorecido la recuperación de la flora y fauna local.